# Zenko Suzuki
Zenko Suzuki (11 de Janeiro de 1911 — 19 de Julho de 2004) foi um político do Japão. Ocupou o lugar de primeiro-ministro do Japão de 17 de julho de 1980 a 26 de novembro de 1982.